# Бадгир
Вятърна кула или бадгир (на персийски: بادگير, уловител на вятър) е вентилационен строителен елемент, специфичен за градовете на Персийската империя, и е един от символите на персийската архитектура. Кулата е известна от древността и се използва за проветряване, охлаждане и овлажняване на въздуха в помещенията. Конструкцията и функцията на бадгирите се определят от локалните географски условия. Принципът на действие се основава върху използването на въздушните потоци, предизвикани от температурен градиент и разлики в налягането. При бадгир, свързан с воден резервоар или поток, се използва охлаждащият ефект на изпарението. Голям брой разнообразни и функциониращи бадгири могат да се видят в иранските градове Язд, Керман, Кашан.

## Разпространение
Не е известно точно кога и къде са се появили първите бадгири. Изграждани са в районите с горещ климат и са разпространени в бившите региони на Персийската империя – в страните от Средна Азия, Индия, Пакистан, Афганистан.
В Иран, където са запазени много на брой и разнообразни като архитектура и функция бадгири, традицията е най-характерна за градовете в пустинята – Керман, Кашан. Най-голям брой се намират в Язд, наричан от иранците „градът на бадгирите“. Тук, в градината Доулат Абад се намира и най-високият бадгир в Иран. Градината е включена в списъка за световното наследство на ЮНЕСКО.
В арабските страни тези съоръжения са известни под името малгаф и могат да се видят в Египет и страните от Персийския залив.

## Предназначение и конструкции
Бадгирът е древен архитектурен елемент, чиято конструкция позволява ефективна вентилация, без да се използват механични движещи елементи. Предназначен е за проветряване и охлаждане на жилища и джамии. Използва се и за поддържане на ниски температури в градежи със стопанска цел, като традиционните за градовете в пустини водни резервоари аб анбар и хладилни пространства яхчал.
Градоустройствените решения на древните селища в Средния Изток са съобразени с географските характеристики на региона. В районите с горещ и сух климат старите градове са с плътно застрояване, за да се осигури максимално засенчване на слънцето. Това, от друга страна, препятства движението на въздуха между сградите и елиминира тяхното обдухване. При тези условия решение представлява именно бадгирът, тъй като той използва пространството над сградите и има свободен достъп към въздушните потоци.
Бадгирът представлява масивна кула, обикновено с четири стени, по-рядко с шест и осем. В повечето случаи кулата започва от тавана на определено за целта приземно помещение, преминава през цялата сграда и излиза на нейния покрив. Кулата има вътрешни прегради, които оформят канали за преминаване на въздушни потоци. Каналите имат отвори в горната част на кулата. За укрепването на цялата конструкцията, която обикновено е изградена от кирпич, се вграждат на кръст дървени пръти. При по-високите кули тези пръти често се оставят да излизат извън стените им, така че при необходимост от ремонт към тях да се закрепва строително скеле. Стените с отвори са насочени към направленията на света с преобладаващи ветрове в района. Отворите на каналите към помещението, над което е изграден бадгир, са снабдени с вратички и чрез тях се управлява силата на проникващите в сградата въздушни потоци.
Конкретните размери, формата и техническите особености на всеки бадгир са изцяло адаптирани към местните климатични условия. Отчита се сезонното и денонощното движение на слънцето, основните посоки на ветровете, запрашеността на въздушните потоци. Освен от функционалните критерии външният вид на един бадгир се определя от достъпните материали и естетическите традиции.

## Принцип на действие
Вентилацията и охлаждането с помощта на бадгир се основават върху следните физически процеси:
- конвекция на въздух, причинена от температурен градиент;
- въздушен поток, предизвикан от разлика в налягане;
- охлаждане на повърхност, когато от нея се осъществява изпарение.

### При безветрие
Вятърните кули осигуряват вентилацията на помещенията и при липса на вятър.
През деня, когато външните стени и покривът на сградата са нагорещени от слънцето, вентилацията се дължи на конвекция. В този случай кулата действа като комин, през който от помещенията излиза топлия въздух. При това, ако кулата е разположена така, че слънцето нагрява само едната ѝ стена с отвори, то само нейният канал има тяга, а през канала на намиращата в сянка стена може да влиза по-хладният външен въздух. Такава циркулация на въздуха, от една страна, проветрява помещенията, а от друга – действа охлаждащо върху обитателите, като засилва изпарението от повърхността на тялото.
През нощта, когато външната температурата пада и кулата се охлажда, въздушният поток постепенно се обръща – тежкият студен въздух се спуска по канала. Този поток изтласква топлия въздух от вътрешните помещения и постепенно ги охлажда. Процесът може да продължава, докато температурата там се изравни с външната, но обикновено прекъсва с края на нощта. Ако сградата се охлажда достатъчно бързо и силно, с помощта на специални вратички целенасочено намаляват потока от бадгира така, че да се запазва температурната разлика между канала и помещението и съответно да се поддържа движението на въздуха и вентилацията.

### Улавяне на вятъра
При наличие на вятър вентилацията се осъществява въз основа на възникналата разликата във въздушното налягане. Вятърът прониква в кулата през отворите на обвяваната от него стена. При отворите на стената от подветрената страна се образува пространство с понижено налягане и застоялият въздух може да излиза от сградата през нейните канали. Вентилацията се дължи и на ефекта на Бернули – ниското налягане около бързия навлизащ поток „изсмуква“ въздуха от помещенията с по-високо атмосферно налягане.

### Ефект на водното изпарение
Ефективно охлаждане се постига при системи, използващи бадгир в комбинация с воден резервоар или воден поток. В този случай навлезлият през канала на бадгира въздушен поток преминава над водна повърхност. Това предизвиква усилено изпарение на водата, което от своя страна допълнително охлажда водната повърхност и пространството над нея. При определени условия по този начин температурите могат да се понижат до около 0 °C. Като резултат в помещенията на сградата влиза хладен и влажен въздух.
Такъв подход се прилага в регионите със сух пустинен климат и има разнообразни реализации. При сградите, които имат лоджии с малки водоеми, кулата се строи над тях. Лоджията се превръща в най-хладното и комфортно място и служи като източник на свеж въздух за съседните стаи. Водата за водоемите се доставя чрез система от подземни канали ганати, които понякога директно се свързват с вятърната кула. В този случай външният топъл въздух влиза в подземния канал, охлажда се при съприкосновение със студената земя и водната повърхност и поради ниското налягане около подветрения отвор на канала се издига нагоре и охлажда помещението над ганата.

## Бадгири в Иран
Най-голям брой бадгири могат да се видят в Иран. Като архитектура се различават 3 основни вида, наречени на градовете, където са разпространени: Ардекан (град в провинция Язд), Керман и Язд.
- Ардеканските бадгири са относително ниски, семпли и икономически достъпни съоръжения, които се строят едва ли не над всяко помещение. При тях само един канал се използва за улавяне на вятъра. В Ардекан отворът му е насочен на север, тъй като само от това направление духат по-хладни ветрове.
- Керманските бадгири също са без архитектурни излишества и с опростена конструкция, но функционират по-добре от ардеканските, като осигуряват силен входящ въздушен поток. Използват се два канала – един за въвеждане на въздуха и друг за извеждането му. Този вид бадгири се използва при сгради със среден размер. Бадгири от кермански вид се строят и на водните резервоари.
- Съоръженията в Язд се отличават преди всичко с размера и височината си, имат красиви фасади и по-сложни конструкции. Те са с много стени – 6 или 8 на брой – и съответно могат да улавят вятър от всяко направление. Такова архитектурно решение е съобразено с географското разположение на града, който се намира между две планини и въздушните потоци са хладни и не носят много прах. Най-високият в Иран 33-метров бадгир се намира в Язд, в представителната за персийска ландшафтна архитектура градина Доулат Абад.

## Недостатъци на бадгирите
Основният недостатък при тези съоръжения е свързан с проникването в каналите на бадгира на насекоми, дребни животни, птици и дребни боклуци, носени от вятъра. В много райони, където се използват бадгири, въздушните потоци от пустини носят значителни количества прах и пясък. В такъв случай предназначеното за бадгир помещение не се използва за живеене, а по-скоро като колектор на замърсяването.

## Галерия
- Воден резервоар с 4 бадгира
- Бадгир на дворец Голестан, Техеран
- Помещение под бадгир, градина Доулат Абад, Язд, Иран
- Къща с бадгир, централен Иран
- Бадгир в Нишапур, североизточен Иран